# 小坂町営バス

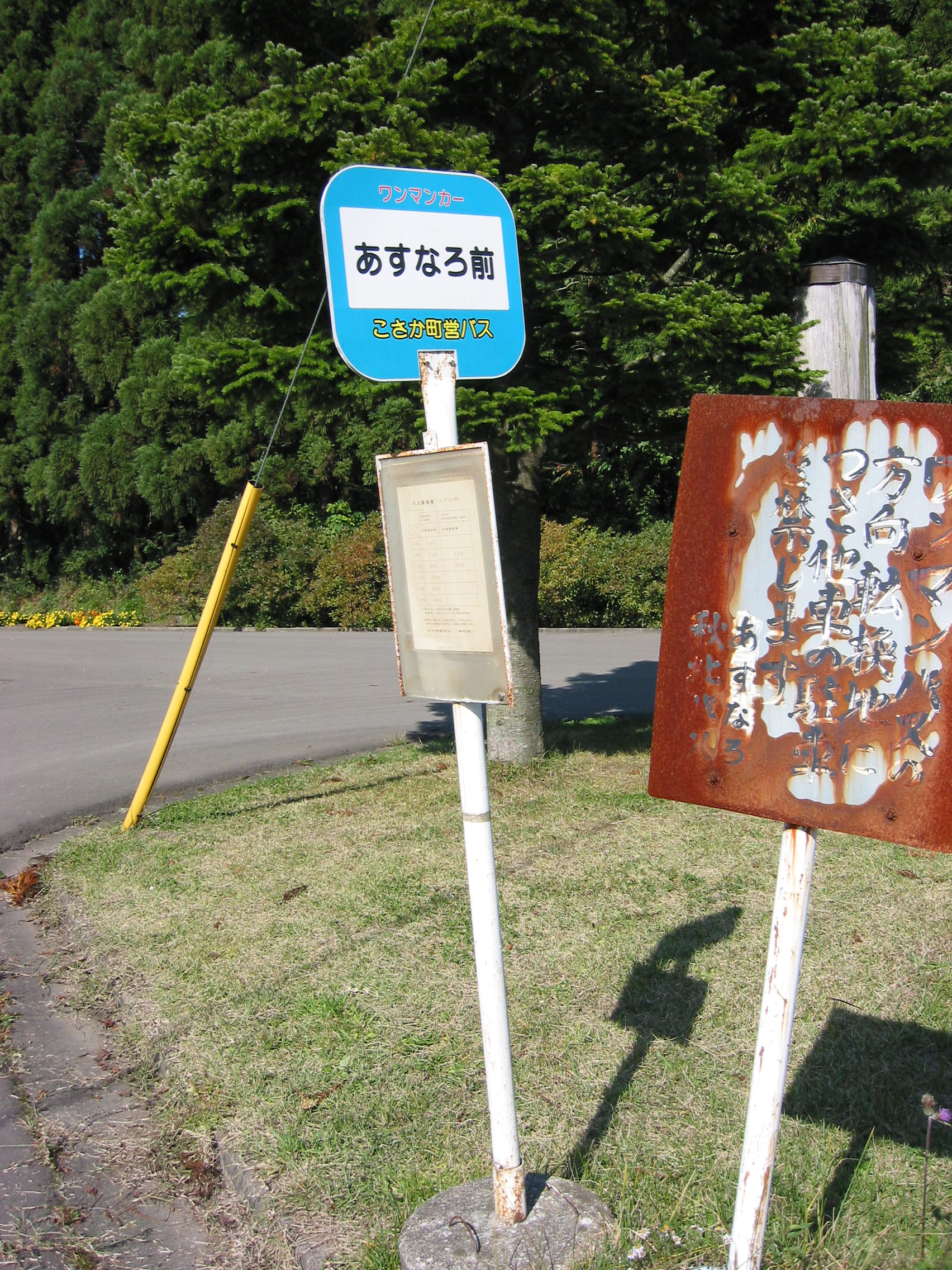
小坂町営バス バス停

小坂町営バス（こさかちょうえいバス）は、秋田県鹿角郡小坂町にて運行している廃止代替バスである。
秋北バスの路線廃止に伴い、運行を開始した。運行形態は、自家用自動車（白ナンバー車）による有償運送である。

## 沿革
- 2002年4月1日 - 運行開始。

## 概要
- 運賃は、1回利用200円（ただし細字の区間内および太字の区間内のみの利用の場合は100円）、小学生以下は無料。定期券は1か月用、3か月用がある[1]。
- 日曜・祝祭日は運休、ただし日曜・祝祭日でも「市日」（市開設日：毎月1・5・11・15・21・25の日）は運行[1]。
- 「中乗り」の先払い方式で、乗車時に運転手に行先を申告して、運賃を支払う。

## 路線
以下1路線のみで、停留所は22箇所ある。

### 野口線
- 小坂操車場 - 役場前 - 中学校入口 - 細越 - 矢柄平 - 砂子沢入口 - 野口コミュニティーセンター前 - あすなろ前

## 車両

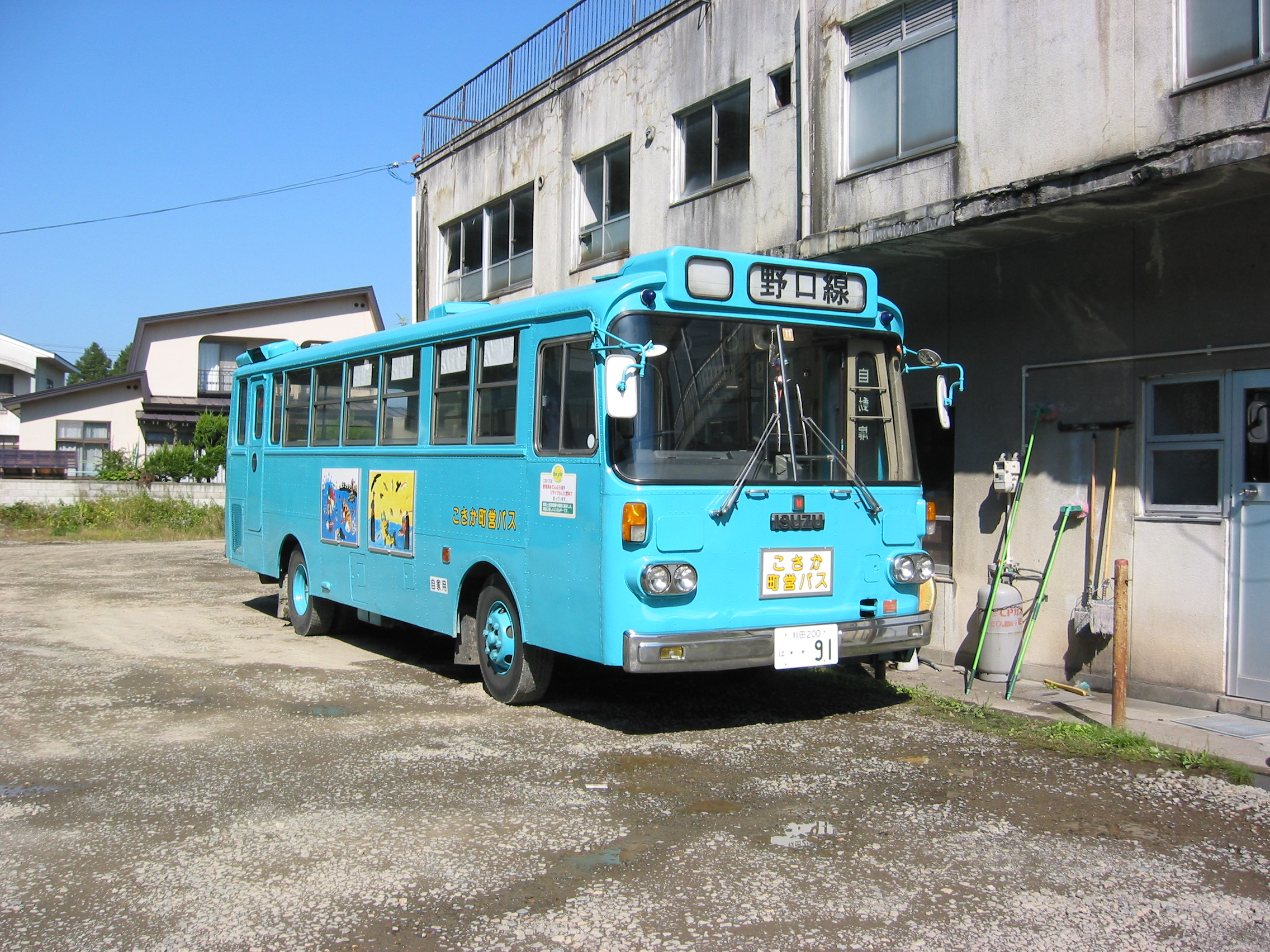
運行開始当時の車両

- 運行開始当時は、秋北バスより譲り受けたいすゞ・K-CCM410が、使用されていた。